# Mark Hanna

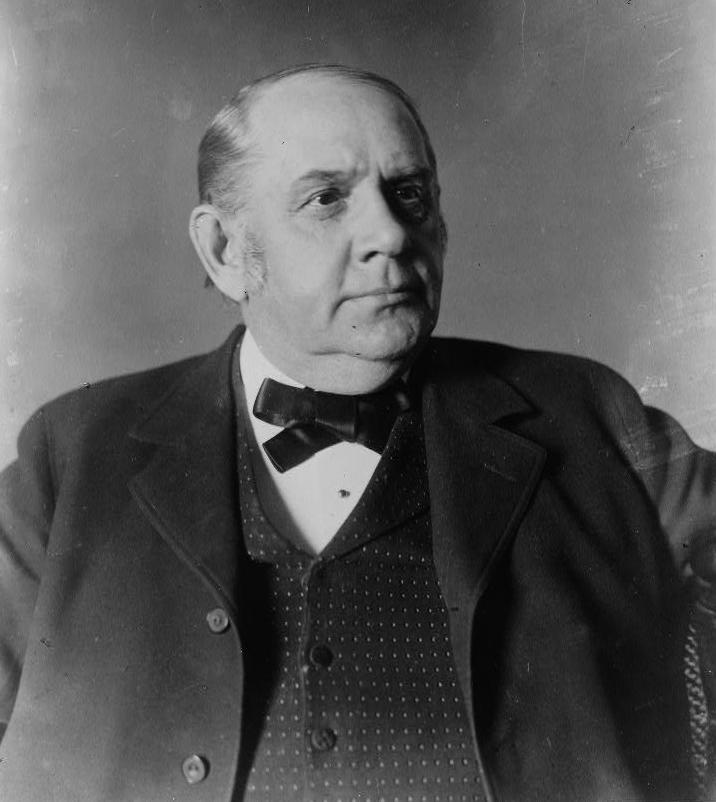
Mark Hanna

Marcus Alonzo „Mark“ Hanna (* 24. September 1837 in Lisbon, Ohio; † 15. Februar 1904 in Washington, D.C.) war ein US-amerikanischer Industrieller und Politiker der Republikanischen Partei. Von 1897 bis 1904 saß er für den US-Bundesstaat Ohio im Senat.

## Frühe Jahre
Die Familie des kleinen Mark zog 1844 nach Ohio. Dort besuchte er die Cleveland Central High School, wo er sich mit John D. Rockefeller befreundete. Er besuchte im weiteren Verlauf die Case Western Reserve University und die Western Reserve Academy. Er brach sein Studium allerdings ab. Er wurde daraufhin im Lebensmittelhandel seines Vaters beschäftigt. Im weiteren Verlauf war der junge Mann an zahlreichen, letztlich erfolglosen, Unternehmen beteiligt. Im Bürgerkrieg diente er in der Intendantur der US Army. Nach dem Ende des Krieges war er in der Kohlenindustrie und der Stahlindustrie tätig, wo er sich ein beachtliches Privatvermögen erwarb. Bereits in seiner Zeit als Unternehmer interessierte er sich für die Politik.

## Wahlkampfmanager

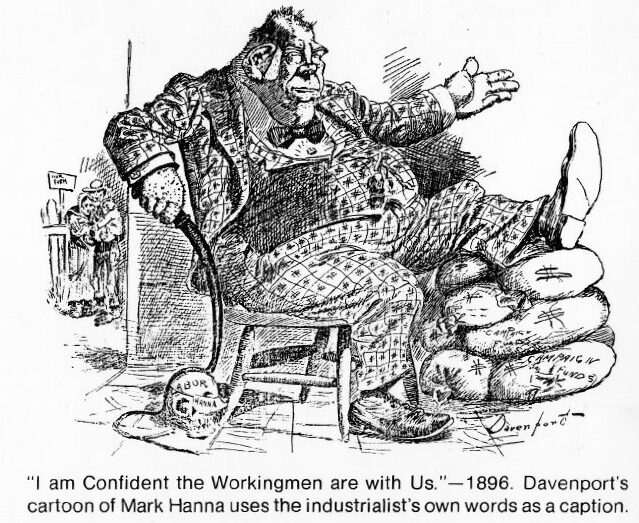
Hanna als Sklaventreiber auf einer Karikatur von Homer Davenport im Jahr 1896

In den 1880er Jahren legte Hanna seinen Fokus auf die Politik. So war er 1888 für den Wahlkampf von Senator John Sherman verantwortlich, als dieser versuchte, die republikanische Nominierung zur Präsidentschaftswahl 1888 zu erlangen. Benjamin Harrison wurde nominiert und schließlich US-Präsident. 1891 wollte William McKinley Speaker of the House werden, verlor jedoch gegen seinen Parteigenossen Thomas Brackett Reed. Im gleichen Jahr kandidierte McKinley erfolgreich als Gouverneur von Ohio. In beiden Wahlkämpfen war Hanna der Verantwortliche. Nach McKinleys Amtsübernahme wurde Hanna zu dessen Chefberater.
Ärgster Konkurrent von William McKinley um die Präsidentschaftsnominierung der Republikaner 1896 war abermals Reed. Nachdem Hanna eine Rede von Reed in Washington beobachtet hatte, wurde ihm klar, dass McKinley nicht die Ausstrahlung besaß, wie sie Reed hatte. McKinley wurde schließlich durch die Republican National Convention zum Kandidaten der Republikaner für die Präsidentschaftswahl 1896 nominiert. Hanna wurde im selben Jahr zum Vorsitzenden des Republican National Committee gewählt. Dort unterstützte er die Kandidatur von McKinley mit einer beachtlichen Geldsumme, die hauptsächlich von Unternehmern kamen, die um ihre Vormachtstellung bei einem Wahlsieg des Demokraten William Jennings Bryan fürchteten. Die Demokraten mussten im Verlauf des Wahlkampfes einsehen, dass sie gegen die Nominierung McKinleys kaum Chancen hatten. So entwickelte sich Hanna mehr und mehr zum Erzfeind der Demokraten, ganz besonders von William Randolph Hearst.
Im Wahlkampf beschäftigte Hanna zeitweise bis zu 1400 Mitarbeiter. Seine Wahlkampfführung gilt als Begründung des modernen Wahlkampfstils.

## Senator
Nachdem McKinley John Sherman zum Secretary of State ernannt hatte, war dessen Sitz im Senat frei geworden. Die Legislative von Ohio ernannte Hanna 1897 zu dessen Nachfolger. Hanna war von McKinley als Postmaster General vorgesehen, er lehnte jedoch ab. Durch die außenpolitischen Erfolge McKinleys wurde Hanna 1900 sicher wiedergewählt. Er trat immer mehr aus McKinleys Schatten heraus und spielte beispielsweise beim Voranbringen des Baus des Panamakanals eine große Rolle.

## Tod und Trivia
Hanna trat gegen Theodore Roosevelt an, um als Präsidentschaftskandidat für die Wahl 1904 nominiert zu werden. Bevor eine Entscheidung gefällt werden konnte, verstarb er am 15. Februar 1904 an Typhus. Er wurde im Kapitol aufgebahrt und auf dem Lake View Cemetery in Cleveland beigesetzt.
Er hatte eine Tochter, Ruth McCormick-Simms. Sie wurde später Abgeordnete im US-Repräsentantenhaus.
Hanna, ein gemeindefreies Gebiet (unincorporated community) im Lawrence County in South Dakota, wurde nach ihm benannt.